# 鳥越崇興
鳥越 崇興（とりごえ たかおき、1942年（昭和17年） - ）は、日本の技術士。鳥越技術士事務所代表。鳥越製粉の創業者・鳥越彦三郎の曽孫。ジャーナリスト鳥越俊太郎の弟。

## 人物
福岡県出身。鳥越俊雄の二男。1967年、京都大学大学院農学研究科修士課程修了。協和発酵工業入社。1999年、技術士（農業部門・農芸化学）。食品産業の技術コンサルタントとして国内複数企業の技術顧問を歴任した。2007年4月から日本技術士会農業部会幹事。著書に『食の安心 安全 信頼回復の道標』がある。